# Витали Хаим Фараджи
Витали Хаим Фараджи (на ладино: Vitali Hayim Faraggi) е еврейски юрист и политик от Османската империя.

## Биография
Витали Хаим Хараджи е роден на 13 май 1854 година в Сяр, тогава в Османската империя, днес Гърция, като втори син на търговеца на тютюн Моисей Фараджи и Сахула Фараджи. Завършва юридически факултет и работи като адвокат. Присъединява се към движението на младотурците и се включва в дейността на Комитета за единство и напредък. В 1908 година е избран за депутат от Истанбул. Хаим Витали, който известно време работи като юрисконсулт на тютюневия режим, работи в за Османската банка.
Умира на 5 декември 1918 година в Цариград и е погребан в италианското еврейско гробище в Шишли.